# ديفيد تيكسيرا
ديفيد تيكسيرا (بالإسبانية: David Texeira) (27 فبراير 1991 الأوروغواي - ) هو لاعب كرة قدم أوروغواني، يلعب كمهاجم.

## روابط خارجية
- ديفيد تيكسيرا على موقع اتحاد تركيا (لاعب) (الإنجليزية)
- ديفيد تيكسيرا على موقع الدوري الأمريكي (الإنجليزية)
- ديفيد تيكسيرا على موقع قاعدة بيانات كرة القدم.إي يو (الإنجليزية)
- ديفيد تيكسيرا على موقع Soccerway.com (الإنجليزية)
- ديفيد تيكسيرا على موقع عالم كرة القدم.نت (الإنجليزية)
- ديفيد تيكسيرا على موقع AS.com (الإسبانية)